# Jardín de los desaparecidos en combate
Jardín de los Desaparecidos en combate (גן הנעדרים, Gan HaNe'edarim ) es un jardín conmemorativo en Monte Herzl de Jerusalén. Se encuentra en el Cementerio Militar Nacional y la policía. El jardín está dedicada a Desaparecido en acción de que lugar del entierro es desconocido, desde 1914 hasta hoy. el Memorial Garden está incluyendo los nombres de los soldados y oficiales judíos y no judíos que han servido en el ejército israelí y la policía israelí, el lugar del entierro es desconocido.
1954 fue una antigua cueva judía descubierto en el jardín
Antes de que el jardín se construyó fue "Missing zona de conservación" hasta el año 2004, el jardín fue inaugurado para conmemorar a todas las personas de seguridad a partir de 1914 hasta hoy, que su destino sigue siendo desconocido hasta hoy. El jardín está incluyendo "tumbas vacías" con una placa con los nombres de "Desaparecido en combate Israel" junto al Memorial Plaza.
También monumento temporal para soldados desconocidos que planeaban pasar al Salón Conmemorativo Nacional, que se construye en la entrada del cementerio. Un monumento conmemorativo en honor a los 23 comandos navales del Palmaj desaparecidos en la operación Contramaestre, se encuentra al lado del jardín.

## Galería

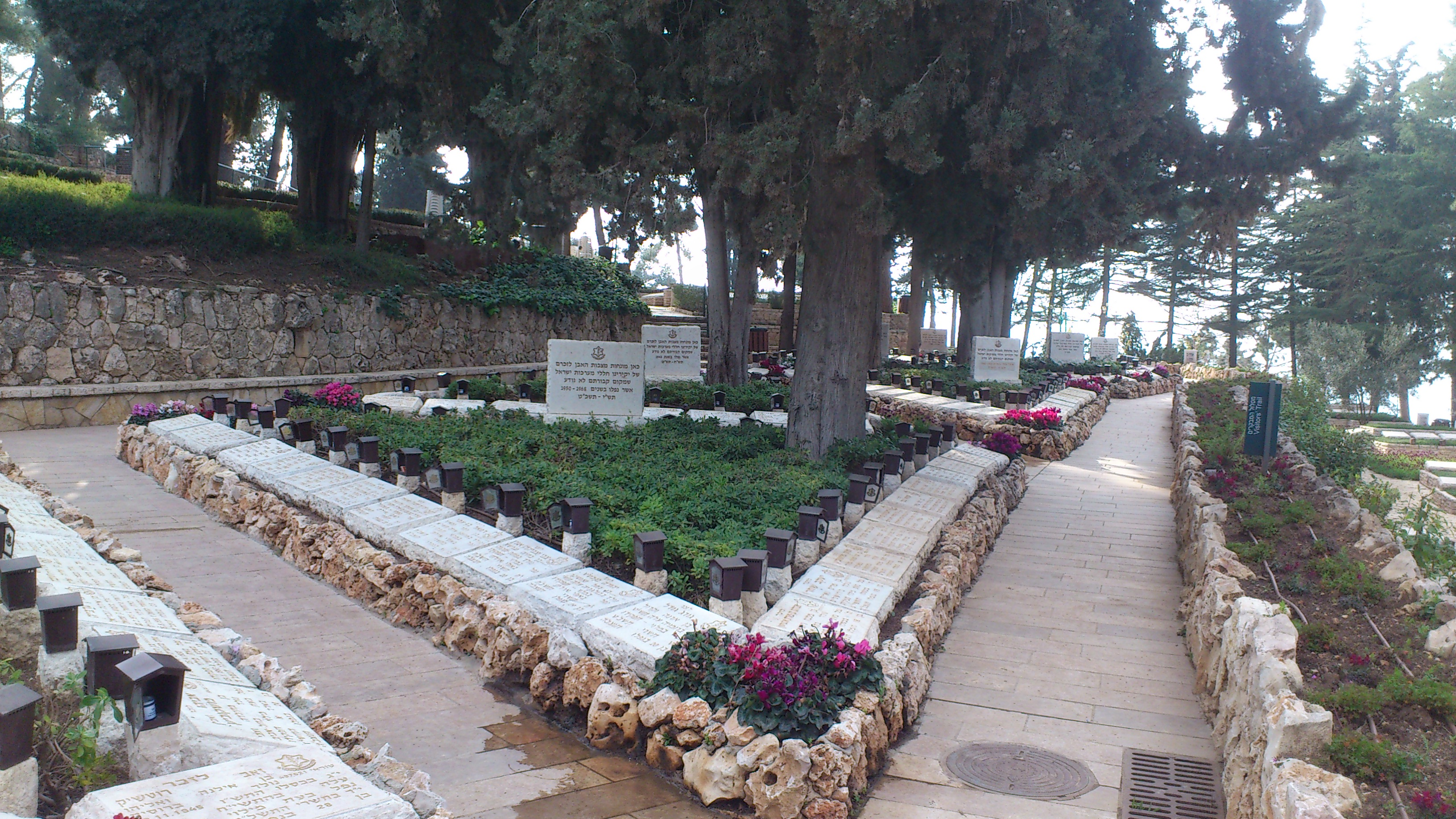
Jardín de los desaparecidos en combate.
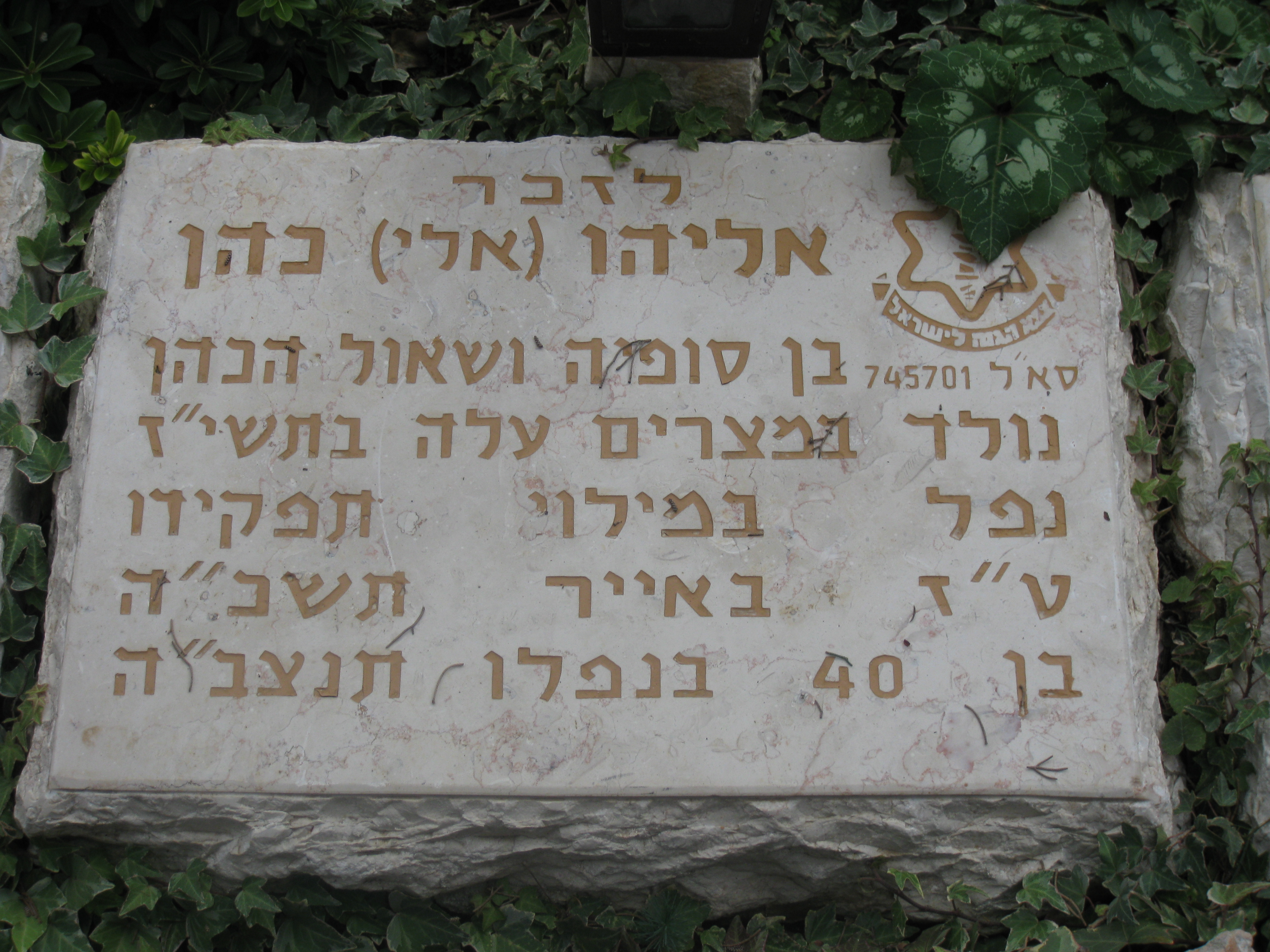
Memorial del espía Eli Cohen
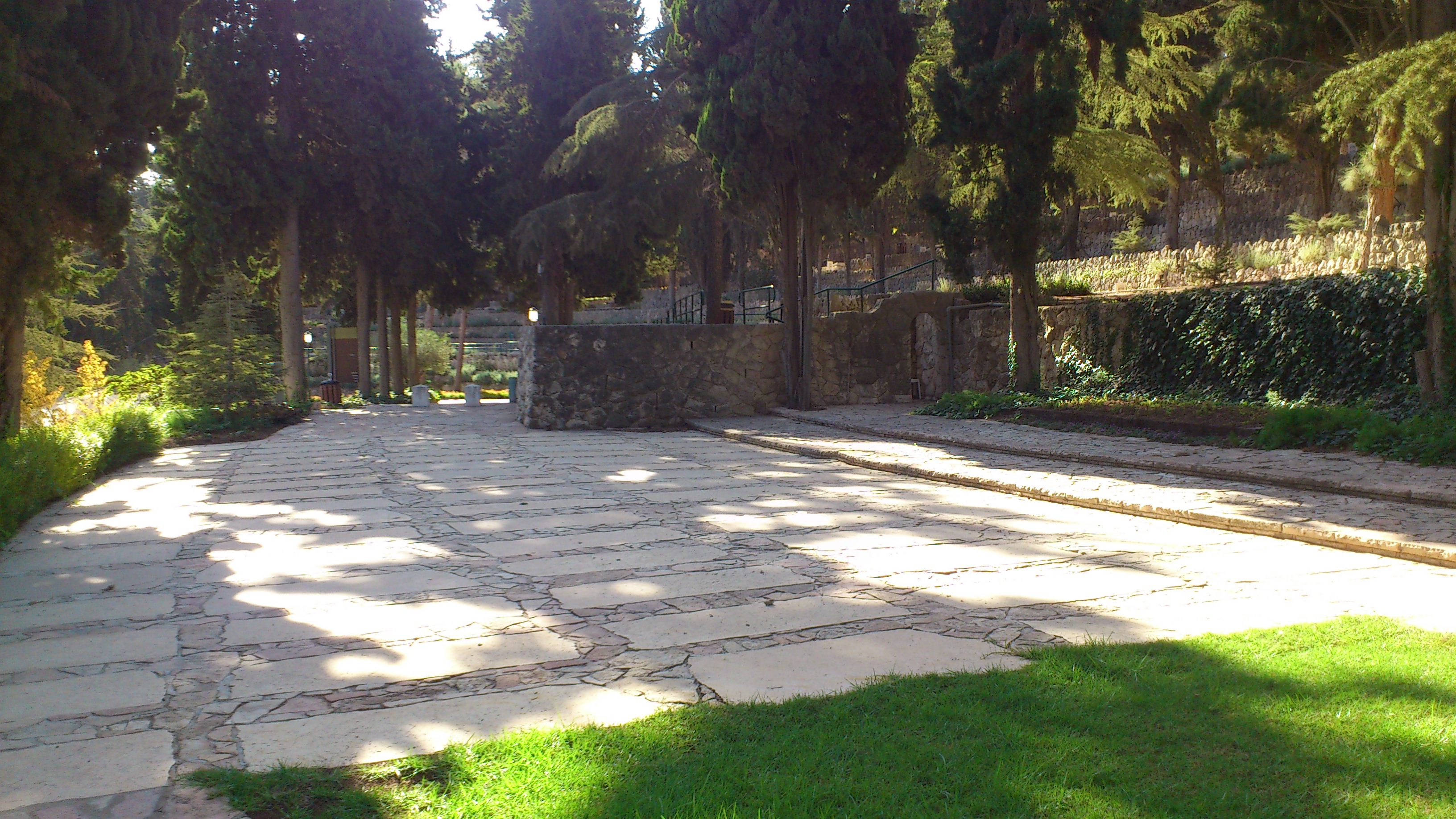
plaza conmemorativa
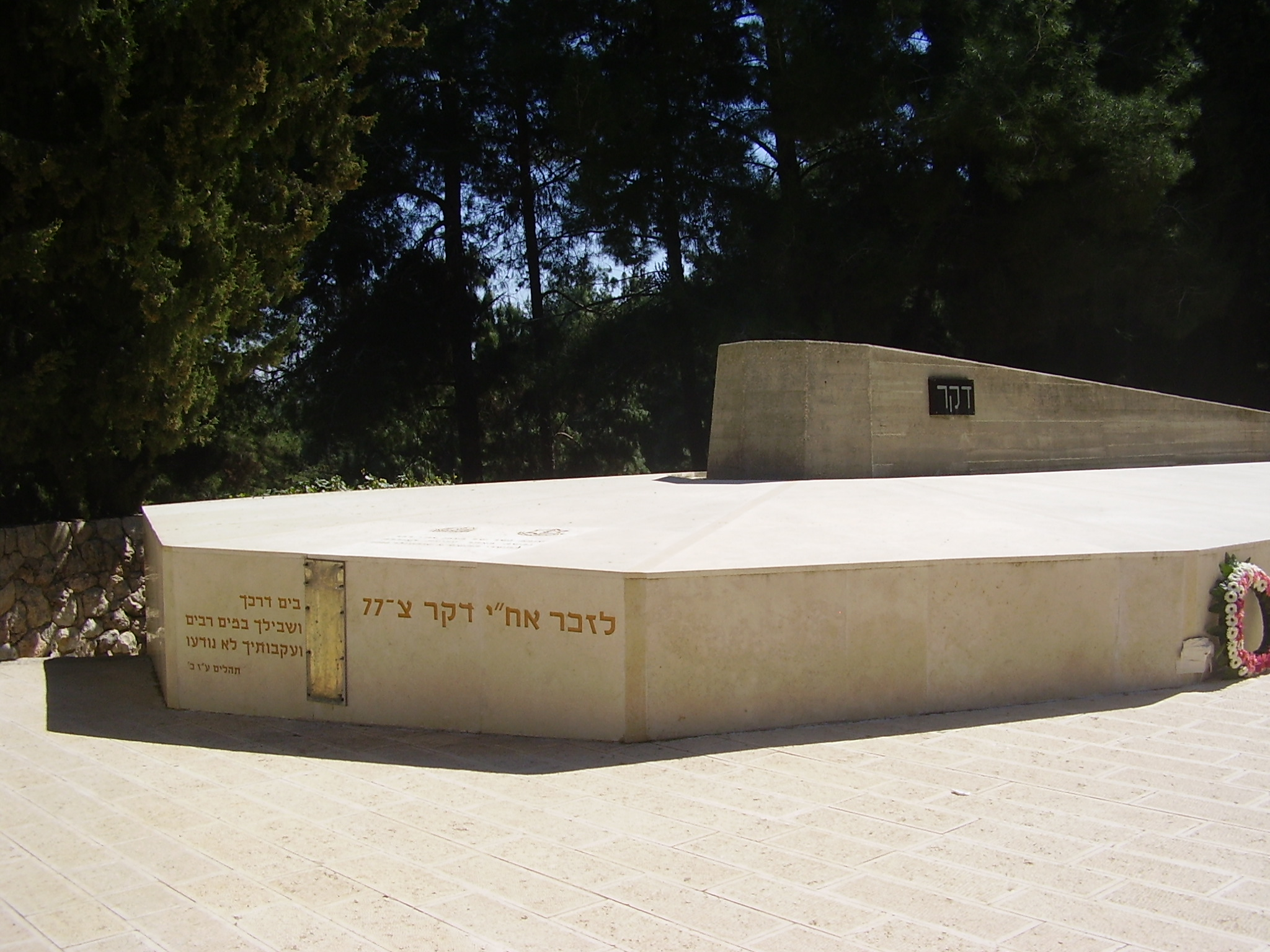
Memorial en honor del submarino INS Dakar.
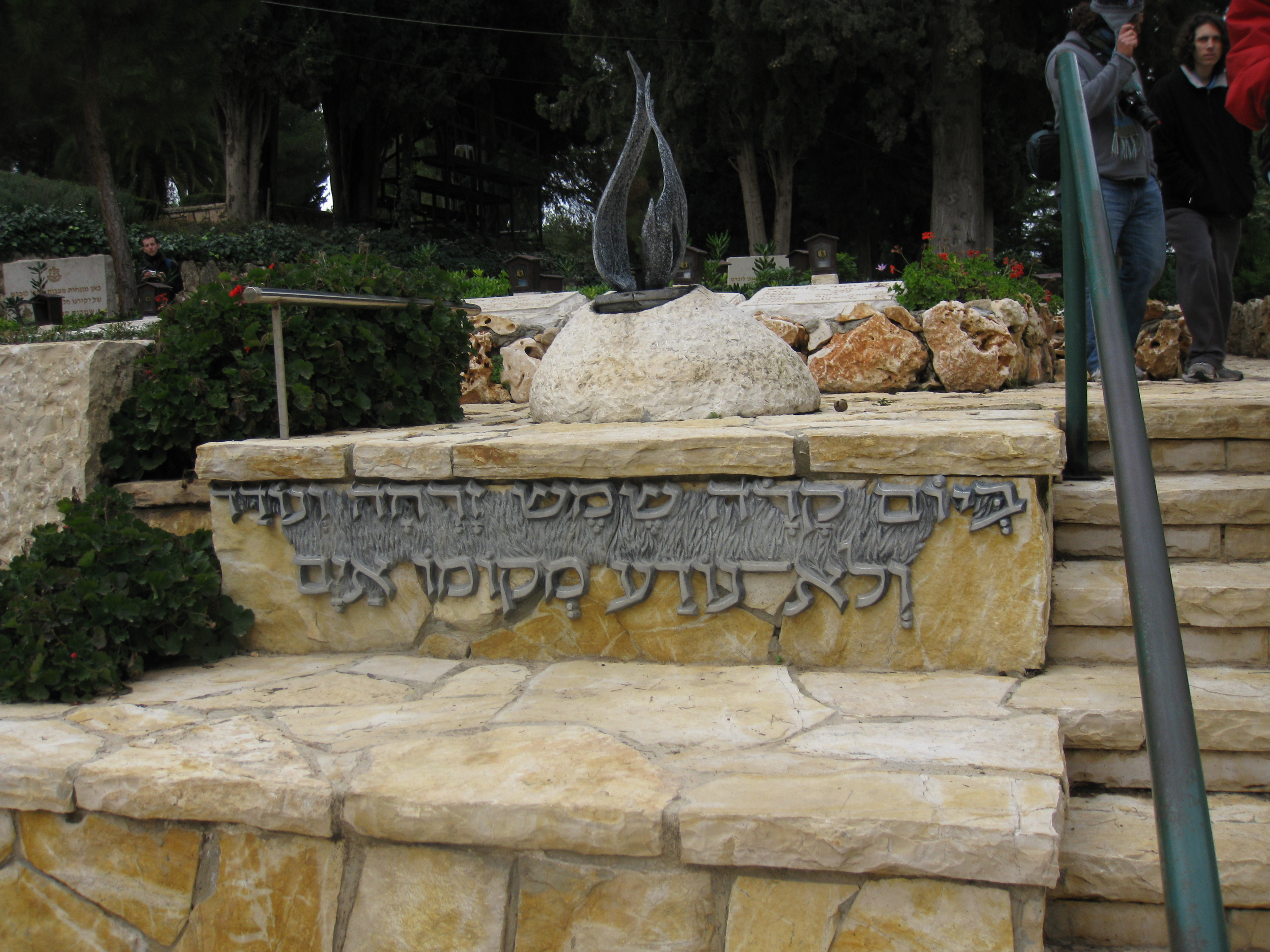
Ner Tamid, la llama eterna.
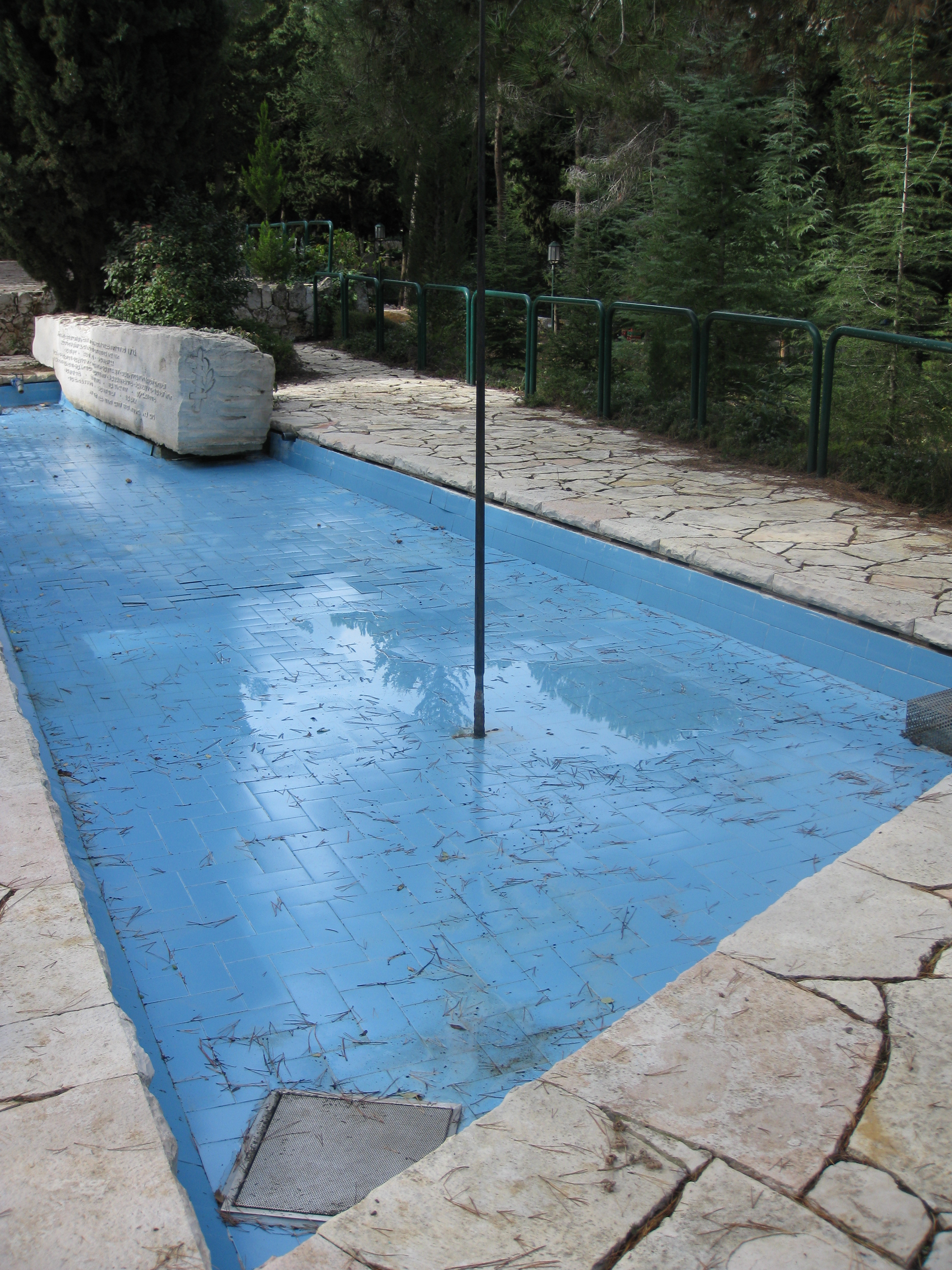
Monumento conmemorativo en honor a los 23 comandos navales del Palmaj desaparecidos en la operacion Contramaestre.
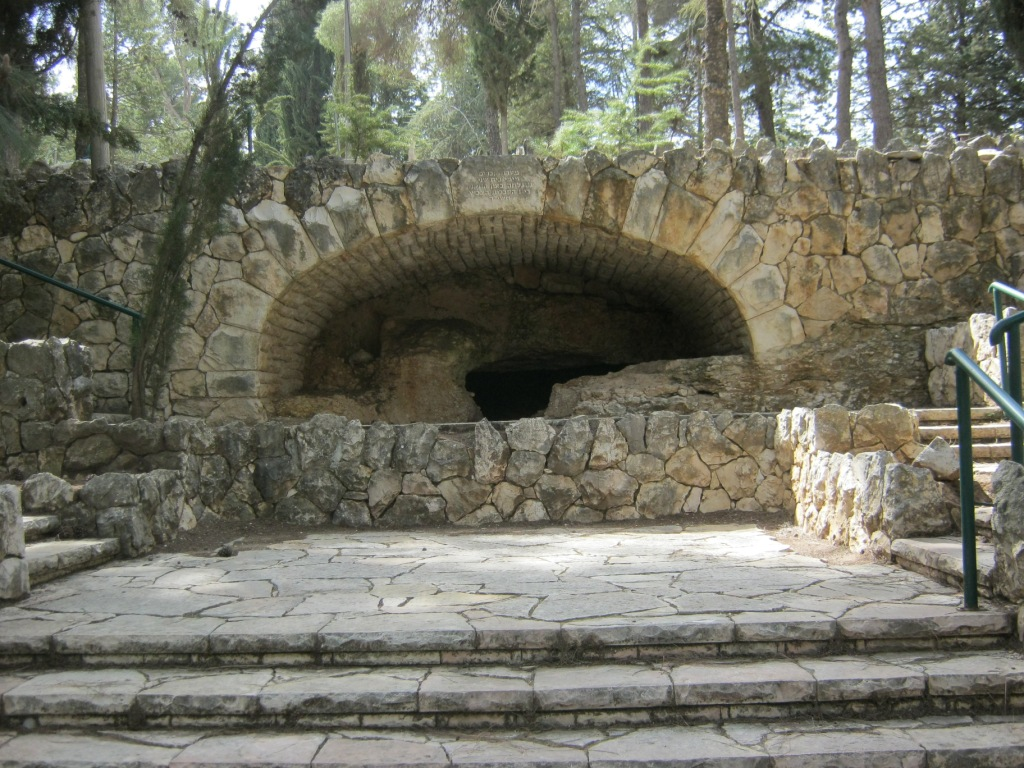
Segundo período del Templo cueva funeraria judía